# Axylos
Axylos (altgriechisch Ἄξυλος Áxylos) ist eine Person der griechischen Mythologie.
Axylos erscheint in Homers Ilias als Sohn des Teuthras aus Arisbe, wo er als beliebter Zeitgenosse gilt. Im Trojanischen Krieg kämpfte er auf Seiten der Trojaner und wurde gemeinsam mit seinem Wagenlenker Kalesios von Diomedes getötet.